# 格莱德希尔陨击坑
格莱德希尔陨击坑（Gledhill）是火星希腊区的一座撞击坑，中心坐标位于南纬53.2度、东经87.1度处，直径约78.5公里，其名称取自英国天文学家约瑟夫·格莱德希尔（1837年-1906年），1973年被国际天文联合会正式批准接受。
撞击坑通常有一圈边缘，周围覆盖着喷射物，相比之下，火山坑则一般没有边缘或喷射沉积物。随着陨石坑的增大（直径大于10公里），它们常会有一座中央峰，这种中央峰是因撞击后坑底反弹所形成。在本页图像中格莱德希尔陨击坑显示有一座中央峰。

## 另请查看
- 火星撞击坑